# Ioplaca
Ioplaca is een geslacht van schimmels uit de familie Teloschistaceae. De typesoort is Ioplaca sphalera.

## Soorten
Volgens Index Fungorum telt het geslacht drie soorten (peildatum september 2023):
| Soortnaam            | Auteur(s)                                        | Publicatiejaar |
| -------------------- | ------------------------------------------------ | -------------- |
| Ioplaca pindarensis  | (Räsänen) Poelt & Hinter.                        | 1993           |
| Ioplaca rinodinoides | S.Y. Kondr., K.K. Ingle, D.K. Upreti & S. Nayaka | 2020           |
| Ioplaca sphalera     | Poelt                                            | 1977           |